# Động Đạt
Động Đạt là một xã thuộc huyện Phú Lương, tỉnh Thái Nguyên, Việt Nam.

## Địa lý
Xã Động Đạt nằm gần trung tâm huyện Phú Lương, có vị trí địa lý:
- Phía đông giáp xã Yên Lạc
- Phía tây giáp xã Hợp Thành và xã Phủ Lý
- Phía nam giáp huyện Đại Từ, thị trấn Đu và xã Phấn Mễ
- Phía bắc giáp xã Yên Đổ.

Xã Động Đạt có diện tích 36,49 km², dân số năm 2013 là 7.968 người, mật độ dân số đạt 218 người/km².

## Lịch sử
Theo "Đồng Khánh dư địa chí", thời nhà Nguyễn, Động Đạt là tên của một tổng và một xã thuộc huyện Phú Lương, tổng Động Đạt gồm 4 xã: Động Đạt, Phủ Lý, Phấn Sức, Phấn Mễ.
Sau Cách mạng tháng Tám 1945, bỏ cấp tổng, Động Đạt là tên một xã thuộc huyện Phú Lương.
Ngày 3 tháng 6 năm 1993, Chính phủ ra Nghị định số 36-CP điều chỉnh một phần diện tích và dân số của xã Động Đạt để thành lập thị trấn Đu, thị trấn huyện lỵ huyện Phú Lương.
Đến năm 2005, xã Động Đạt được chia thành 16 xóm: Làng Chảo, Làng Ngòi, Tân Lập, Cây Trâm, Đồng Nghè I, Đồng Nghè II, Ao Trám, Đuổm, Làng Lê, Cây Hồng I, Cây Hồng II, Cầu Lân, Đồng Chằm, Đồng Niêng, Cộng Hoà, Ao Sen.
Ngày 13 tháng 12 năm 2013, điều chỉnh 339,77 ha diện tích tự nhiên và 2.333 người của xã Động Đạt vào thị trấn Đu quản lý. Xã Động Đạt còn lại 3.648,94 ha diện tích tự nhiên và 7.968 người.

## Thắng cảnh
Trên địa bàn xã Động Đạt có ngọn núi Chúa với đỉnh cao 432 mét.
Tại đây có đền Đuổm thờ anh hùng dân tộc Dương Tự Minh, tương truyền đây là nơi ông qua đời lúc về già. Dương Tự Minh được coi là Đức Thánh Đuổm.